# Hangelarer Spektakel

Hangelarer Spektakel, 2024

Das Hangelarer Spektakel ist ein seit 1992 jährlich stattfindendes zweitägiges Straßenfest in Sankt Augustin-Hangelar. Die Veranstaltung ist bekannt für ihre kulturellen Angebote, gastronomischen Stände und verschiedene Attraktionen. Zu den Programmpunkten zählen Live-Musik, traditionelle Tänze sowie Auftritte lokaler Künstler. Darüber hinaus wird eine breite Palette an regionalen und internationalen Speisen und Getränken angeboten. Das Fest zieht zahlreiche Besucher aus der Umgebung an (2016 an einem Tag: 40–50.000 Menschen) und fördert das kulturelle Leben des Dorfes.

## Geschichte
Die Ursprünge des Hangelarer Spektakels reichen bis ins Jahr 1987 zurück, als die Geschäftsleute zusammen mit den Einwohnern von Hangelar die Einweihung der neuen Kölnstraße mit einem Straßenfest feierten. Im Jahr 1990 wurde das Fest vom Werbekreis Hangelar wiederbelebt. Seit 1992 findet es jährlich statt, in der Regel am ersten Wochenende im September, nach dem Siegburger Stadtfest und vor Pützchens Markt. In den Jahren 2020 bis 2022 musste die Veranstaltung aufgrund der COVID-19-Pandemie abgesagt werden, 2023 wegen gestiegener Kosten. 2024 fand das Hangelarer Spektakels erstmals wieder statt.